# Stigsjö distrikt
Stigsjö distrikt är ett distrikt i Härnösands kommun och Västernorrlands län. Distriktet ligger omkring Brunne och Solberg i södra Ångermanland. 

## Tidigare administrativ tillhörighet
Distriktet inrättades 2016 och utgörs av en del av området som Härnösands stad omfattade till 1971, delen som före 1969 utgjorde Stigsjö socken.
Området motsvarar den omfattning Stigsjö församling hade 1999/2000.

## Tätorter och småorter
I Stigsjö distrikt finns två småorter men inga tätorter. 

### Småorter
- Brunne
- Solberg